# The Wayfaring Stranger
The Wayfaring Stranger (trad. "il viandante straniero", conosciuto anche come I Am a Poor Wayfaring Stranger) è un brano popolare americano, registrato con il numero 3339 nel Roud Folk Song Index, database che raccoglie i brani tradizionali in lingua inglese. 
Il brano fu reso noto al grande pubblico dal divulgatore statunitense Charles Davis Tillman che lo incluse nel suo canzoniere per arpa sacra Survival del 1891. Tillman riprese il testo da un libro di canzoni religiose del 1858 a cui aggiunse la musica in scala minore attingendola dalla tradizione afro americana e alcune strofe tratte da una raccolta di spiritual.
Venne pubblicato per la prima volta su disco dal cantautore folk statunitense Burl Ives nel 1944 sull'omonimo album, che negli anni a venire venne identificato con questo brano.
Il brano parla delle pene che passa una persona durante il viaggio della vita con la ricompensa finale di ritrovare i propri cari in paradiso.

## Interpretazioni
Il brano è stato interpretato da moltissimi cantanti e gruppi musicali, tra i quali ricordiamo:
- Pete Seeger, nell'album American Favorite Ballads, Vol. 1 (1957)
- Tim Buckley, nell'album Dream Letter - Live in London 1968 (in medley con il brano You Got Me Runnin'
- Emmylou Harris, uscito come singolo estratto dall'album Roses in the Snow (1980)
- Eva Cassidy, nell'album Eva by Heart (1997)
- Johnny Cash, nell'album American III: Solitary Man (2000)
- Bill Monroe
- Joan Baez
- Trace Adkins
- Marie Laforêt
- Duane Eddy
- Roger McGuinn
- 16 Horsepower, nell'album Secret South (2000)
- Alison Krauss
- Peter, Paul & Mary
- Jack White, nella colonna sonora del film Ritorno a Cold Mountain (2003)
- Lulu Roman, nell'album di Charlie McCoy Country and Gospel Classics (2003)
- Dusty Springfield
- Neko Case, in The Tigers Have Spoken (2004)
- Jamie Woon
- Ed Sheeran
- In Vain, traccia nascosta nell'album Mantra (2010)
- Neil Young, Americana (2012)
- Rosemary Standley, Love I Obey (2013)
- J.D. Sumner
- Veerle Baetens [ Alabama Monroe - Una storia d'amore] (2014)
- Jos Slovick, nella colonna sonora del film 1917 (film) (2019)
- Troy Baker e Ashley Johnson, nella colonna sonora del videogioco The Last of Us Part II
- The Longest Johns, nell'album Smoke and Oakum (2022)